# Stallgeruch (Soziologie)
Stallgeruch bezeichnet im übertragenen Sinne das soziale Milieu eines Individuums, also seine Herkunft oder langfristige Zugehörigkeit zu einer Gruppe, einem Unternehmen oder einer Familie, wobei es sich meist um gesellschaftliche Eliten handelt.
Als Menschen mit dem „richtigen Stallgeruch“ bezeichnet man solche, die durch ihren Habitus, ihre Art zu reden, zu denken und sich zu verhalten, erkennen lassen, aus derselben (in der Regel großbürgerlichen oder adeligen) Gesellschaftsschicht zu stammen, einer speziellen Gruppe (wie Jäger, Segler) oder einer politischen Partei anzugehören, über gleiche Ausbildung, gleiches Auftreten und gleiche Beziehungen zu verfügen und somit die Fähigkeit zu besitzen, von der gewünschten Zielgruppe als „einer der Ihren“ wahrgenommen zu werden und damit Glaubwürdigkeit zu gewinnen.